# 200-Meilen-Rennen von Nürnberg 1986

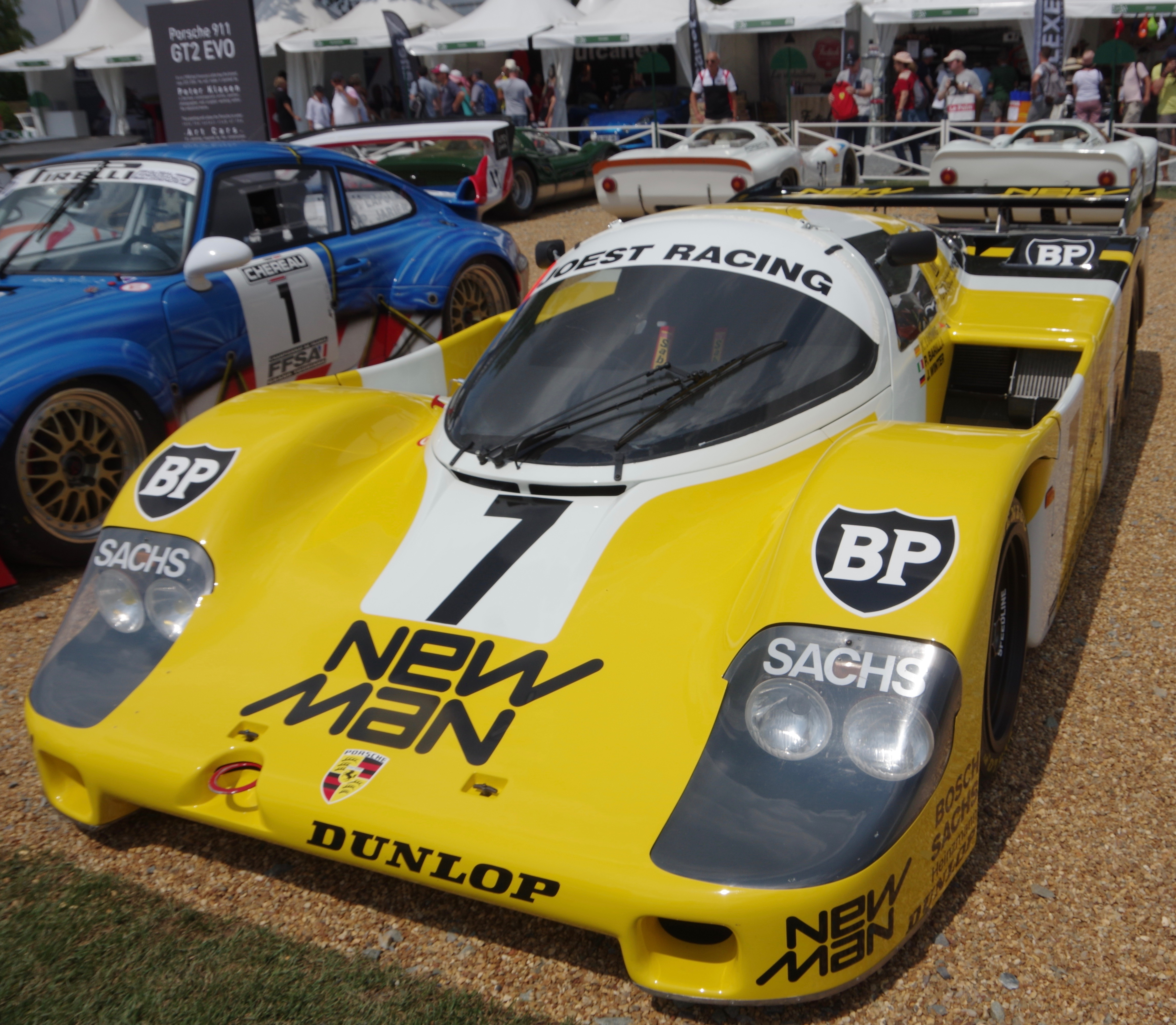
Porsche 956B, Siegerwagen von Klaus Ludwig. Im Bild mit der Lackierung für das 24-Stunden-Rennen von Le Mans 1986

Das 200-Meilen-Rennen von Nürnberg, auch 200 Meilen von Nürnberg, Sportwagen Weltmeisterschaft (ADAC-Norisring-Trophäe), Norisring, fand am 29. Juni auf dem Norisring statt und war der dritte Wertungslauf der Sportwagen-Weltmeisterschaft dieses Jahres.

## Das Rennen
Das Sprintrennen auf dem Norisring war für die 70.000 Zuschauer eine besondere Attraktion. Auf dem engen, nur 2300 Meter langen Rundkurs fuhren die Fahrer ein Rennen über 78 Runden, was einer Fahrzeit von knapp einer Stunde entsprach. Um die vom Reglement vorgeschriebenen Fahrerwechsel zu vermeiden, verkürzten die Veranstalter die ursprünglich geplante Renndistanz von 200 Meilen um die Hälfte. Von Beginn an entwickelte sich ein Dreikampf der Porsche-Piloten Klaus Ludwig, Bob Wollek und Hans-Joachim Stuck um den Gesamtsieg, den Ludwig im Joest-Porsche 956B einfuhr. Während Stuck bei einem nicht geplanten Boxenstopp viel Zeit verlor und am Ende nur Fünfzehnter wurde, disqualifizierte die Rennleitung Wollek nach 60 Runden, weil sich Karosserieteile von seinem Fahrzeug lösten.

## Ergebnisse

### Schlussklassement
| 1               | C1  | 7  | Blaupunkt-Joest Racing  | Klaus Ludwig         | Porsche 956B    | 79 |
| 2               | C1  | 51 | Silk Cut Jaguar         | Eddie Cheever        | Jaguar XJR-6    | 79 |
| 3               | C1  | 52 | Silk Cut Jaguar         | Derek Warwick        | Jaguar XJR-6    | 79 |
| 4               | C1  | 38 | Team Memorex            | Frank Jelinski       | Porsche 962C    | 78 |
| 5               | C1  | 10 | SAT Porsche Kremer Team | James Weaver         | Porsche 962C    | 78 |
| 6               | C1  | 17 | Brun Motorsport         | Walter Brun          | Porsche 962C    | 78 |
| 7               | C1  | 9  | Hans Obermaier          | Jürgen Lässig        | Porsche 956     | 77 |
| 8               | C1  | 8  | Sachs-Joest Racing      | Louis Krages         | Porsche 956     | 76 |
| 9               | GTP | 0  | Blaupunkt-Joest Racing  | Danny Ongais         | Porsche 962     | 76 |
| 10              | C1  | 10 | Brun Motorsport         | Thierry Boutsen      | Porsche 956     | 76 |
| 11              | C1  | 33 | John Fitzpatrick Racing | Derek Bell           | Porsche 956B    | 76 |
| 12              | C1  | 11 | SAT Porsche Kremer Team | Franz Konrad         | Porsche 956     | 73 |
| 13              | C2  | 74 | Gebhardt Racing Cars    | Stanley Dickens      | Gebhardt JC853  | 73 |
| 14              | C1  | 63 | Ernst Schuster          | Ernst Schuster       | Porsche 936C    | 71 |
| 15              | C1  | 1  | Porsche AG              | Hans-Joachim Stuck   | Porsche 962C    | 71 |
| 16              | C2  | 99 | RBR Tiga                | Thorkild Thyrring    | Tiga GC286      | 70 |
| 17              | C1  | 53 | Silk Cut Jaguar         | Jean-Louis Schlesser | Jaguar XJR-6    | 67 |
| 18              | C2  | 89 | Martin Schanche Racing  | Martin Schanche      | Argo JM19       | 66 |
| 19              | C2  | 97 | RBR Tiga                | John Sheldon         | Tiga GC285      | 68 |
| Disqualifiziert |     |    |                         |                      |                 |    |
| 20              | C1  | 14 | Liqui Moly Équipe       | Bob Wollek           | Porsche 956 GTi | 60 |
| Ausgefallen     |     |    |                         |                      |                 |    |
| 21              | C1  | 6  | Sponsor Guest Team      | Bruno Giacomelli     | Lancia LC2-85   | 59 |
| 22              | C1  | 66 | Cosmik Racing           | Costas Los           | March 84G       | 58 |
| 23              | C1  | 56 | Victor Zakspeed Team    | Jochen Dauer         | Zakspeed C1/8   | 37 |
| 24              | C1  | 46 | Derichs Rennwagenbau    | Jan Thoelke          | Zakspeed C1/8   | 5  |

### Nur in der Meldeliste
Hier finden sich Teams, Fahrer und Fahrzeuge, die ursprünglich für das Rennen gemeldet waren, aber aus den unterschiedlichsten Gründen daran nicht teilnahmen.
| Pos. | Klasse | Nr. | Team             | Fahrer             | Chassis        |
| ---- | ------ | --- | ---------------- | ------------------ | -------------- |
| 25   | C1     | 4   | Martini Racing   | Alessandro Nannini | Lancia LC2-85  |
| 26   | C1     | 20  | Tiga Team        | Tim Lee-Davey      | Tiga GC86      |
| 27   | C2     | 75  | ADA Engineering  |                    | Gebhardt JC843 |
| 28   | C2     | 80  | Carma F.F. S.R.L | Martino Finotto    | Alba AR6       |
| 29   | C2     | 83  | Luigi Taverna    | Luigi Taverna      | Alba AR3       |
| 30   | C2     | 92  | ALD              |                    | ALD 02         |
| 31   | C2     | 98  | RBR Tiga         | David Andrews      | Tiga GC286     |

### Klassensieger
| Klasse | Fahrer          | Fahrzeug       | Platzierung im Gesamtklassement |
| ------ | --------------- | -------------- | ------------------------------- |
| C1     | Klaus Ludwig    | Porsche 956B   | Gesamtsieg                      |
| C2     | Stanley Dickens | Gebhardt JC853 | Rang 13                         |
| GTP    | Danny Ongais    | Porsche 962    | Rang 9                          |

### Renndaten
- Gemeldet: 31
- Gestartet: 24
- Gewertet: 19
- Rennklassen: 3
- Zuschauer: 70.000
- Wetter am Renntag: warm und trocken
- Streckenlänge: 2,300 km
- Fahrzeit des Siegerteams: 01:07:00,360 Stunden
- Gesamtrunden des Siegerteams: 79
- Gesamtdistanz des Siegerteams: 181,700 km
- Siegerschnitt: 162,702 km/h
- Pole Position: Hans-Joachim Stuck – Porsche 962C (#1) – 0:46,540 = 171,911 km/h
- Schnellste Rennrunde: Hans-Joachim Stuck – Porsche 962C (#1) – 0:48,280 = 171,500 km/h
- Rennserie: 4. Lauf zur Sportwagen-Weltmeisterschaft 1986